# Joseph Lanjouw
Joseph Lanjouw, né le 21 août 1902 à Amsterdam et mort le 5 janvier 1984 à Bilthoven est un botaniste néerlandais.